# 이소희 (변호사)
이소희(李昭熙, 1986년 11월 15일 ~ )는 대한민국의 변호사 출신 정치인이다. 제4대 세종특별자치시의회 의원을 역임했다.

## 학력
- 다인초등학교 (졸업)
- 중학교 졸업학력 검정고시 (합격)
- 고등학교 졸업학력 검정고시 (합격)
- 이화여자대학교 법과대학 (법학 / 학사)
- 경북대학교 법학전문대학원 (법학 / 전문석사)
- 연세대학교 법학전문대학원 (법학 / 전문박사 과정 재학)

## 경력
- 2017.12~2021.12 예금보험공사 선임조사역(변호사)
- 여민합동법률사무소 변호사
- 국민의힘 청년보좌역
- 2021.10~2021.11 국민의힘 윤석열 제20대 대통령 선거 예비후보 여성특별보좌관
- 2022.07~2024.03 제4대 세종특별자치시의회 의원
  - 세종특별자치시의회 교육안전위원장
- 2022.08~2022.09 국민의힘 비상대책위원회 위원
- 2022~2023 국민의힘 중앙당 선거관리위원회 위원
- 2023.08 국민의힘 법률자문위원회 위원
- 2023.10~2023.12 국민의힘 혁신위원회 위원
- 2024.03~2024.04 국민의미래 4·10 총선 중앙선거대책위원회 대변인
- 국민통합위원회 미래분과 위원
- 2025.01~2025.06 국민의힘 조직강화특별위위회 위원
- 2025.04~2025.05 제21대 대통령 선거 국민의힘 대통령 후보경선 선거관리위원회 위원 겸 클린경선소위원회 위원

## 역대 선거 결과
|  | 48.50% |

|  | 36.67% |